# Chickaloon
Chickaloon is een plaats (census-designated place) in de Amerikaanse staat Alaska, en valt bestuurlijk gezien onder Matanuska-Susitna Borough.

## Demografie
Bij de volkstelling in 2000 werd het aantal inwoners vastgesteld op 213.

## Geografie
Volgens het United States Census Bureau beslaat de plaats een oppervlakte van
207,9 km², waarvan 205,7 km² land en 2,2 km² water.

## Plaatsen in de nabije omgeving
De onderstaande figuur toont nabijgelegen plaatsen in een straal van 40 km rond Chickaloon.